# Deutscher Franchiseverband

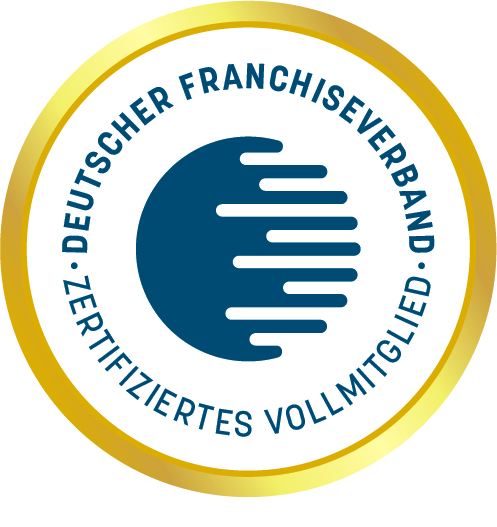
Siegel des Deutschen Franchiseverbandes

Der Deutsche Franchiseverband e. V. ist ein deutscher Wirtschaftsverband der Franchisebranche mit Sitz Berlin. Er wurde 1978 gegründet und nimmt insbesondere die Aufgabe und Interessen der deutschen Franchisewirtschaft wahr. Ferner versteht er sich als Sprachrohr für die gesamten Franchisebranche, da auch potentielle und bereits existierende Franchisenehmer durch ihn Unterstützung erfahren.

## Aufgaben
Hauptzweck ist es, die Interessen der Franchisewirtschaft wirtschaftlich, gesellschaftlich und politisch zu vertreten. So pflegt der Verband engen Kontakt zum Bundesministerium für Wirtschaft und Energie, zum Deutschen Bundestag, zum Deutschen Industrie- und Handelskammertag sowie zur Bundesagentur für Arbeit. International gewährleistet die Mitarbeit im Europäischer Franchise-Verband und im World Franchise Council unter anderem die Einflussnahme auf Richtlinien und Verordnungen der EU-Kommission in Brüssel. Zudem setzt sich der Verband dafür ein, seinen Mitgliedern und anderen Franchisegebern einen besseren Zugang zu internationalen Märkten zu ermöglichen.

## Mitglieder
Dem Verband gehören etwa 450 assoziierte bzw. Vollmitglieder unterschiedlichster Branchen an (Stand April 2017). Vollmitglieder müssen mindestens zwei Jahre als Franchisegeber tätig sein und mindestens zwei Franchisenehmer vertraglich gebunden haben.
Assoziierte Mitglieder erfüllen noch nicht alle Kriterien einer Vollmitgliedschaft, sie sind als Franchisegeber noch keine zwei Jahre tätig oder haben keine zwei vertraglich gebundenen Franchisenehmer.
Assoziierte Experten sind seit mindestens drei Jahren beratend im Franchising tätig, stützen und fördern die Ziele des Verbandes. Sie wirken bei ihren Mandanten auf die Umsetzung und Einhaltung der Regeln und Mindeststandards des Deutschen Franchiseverbands hin.

## Organe
Die ordentliche Jahresmitgliederversammlung wählt aus ihrer Mitte für drei Jahre den Vorstand, der aus dem Präsidenten, dem Vizepräsidenten und vier weiteren Vorstandsmitgliedern besteht und der den Verein gerichtlich und außergerichtlich vertritt. Ausschüsse des Verbandes beschäftigen sich mit aktuellen Fachfragen (u. a. Recht, Qualität/Ethik, Digitalisierung, Franchisenehmer-Gewinnung); weitere Gremien und Arbeitsgruppen bereiten relevante Schwerpunktthemen auf.

## Vorstand
Dem Vorstand gehören an (Stand Juni 2022):
Kai Enders als Präsident, Emma Lehner (Bodystreet) als Vizepräsidentin. Weitere Vorstandsmitglieder sind Thomas Kiderlen (vomFASS), Maria Linz-Bender (global office), Ute Petrenko (Mail Boxes Etc.) und Alexander Mehnert (KERN Unternehmensnachfolge).
Ehrenpräsidenten sind bzw. waren Walther Skaupy (†), Manfred Maus und Dieter Fröhlich (†). Geschäftsführer ist Jan Schmelzle.

## Franchise Awards
Der Deutsche Franchiseverband zeichnet jährlich das beste Franchisesystem und die beste Franchisegründung aus und verleiht zudem den Nachhaltigkeitspreis der Franchisewirtschaft.
Die Gewinner des Jahres 2023 sind L’Osteria, Karsten Bucksch, Home Instead Weimar-Jena und die vomFass AG.